# Polyvena horatis
Polyvena horatis är en fjärilsart som beskrevs av George O. Poinar, Jr. och Brown 1993. Polyvena horatis ingår i släktet Polyvena och familjen vecklare. Inga underarter finns listade i Catalogue of Life.